# Mammoth Mammoth
Mammoth Mammoth ist eine australische Hard-Rock/Stoner-Rock-Band aus Melbourne. Die Band steht bei Napalm Records unter Vertrag und hat bislang fünf Studioalben und zwei EPs veröffentlicht.

## Geschichte
Die Band wurde im Jahre 2007 von dem Sänger Mikey Tucker, dem Gitarristen Ben Couzens, dem Bassisten Johnny Gash und dem Schlagzeuger Frank Trobbiani gegründet. Ursprünglich sollte die Band Pussy Pussy heißen, entschied sich dann allerdings für Mammoth Mammoth.

„Wir wollten einen Namen, der gigantisch wirkt. Ein Mammut ist ja schon groß, aber ein Mammoth Mammoth ist natürlich noch viel beeindruckender.“

In den Jahren 2008 und 2009 wurde über die Plattenfirma Golden Triangle die EP Vol. I – Mammoth Mammoth und das selbst produzierte Debütalbum Vol. II – Mammoth veröffentlicht. Es folgten neben drei Besetzungswechseln am Bass zahlreiche Konzerte im Vorprogramm von Rose Tattoo, Airbourne und The Datsuns. Dabei machte sich die Band durch ihre intensiven Auftritte einen Namen. Bei einem Konzert in Melbourne sprang Sänger Mikey Tucker während des ersten Liedes durch eine Fensterscheibe, um die vor dem Pub stehenden, rauchenden Gäste vor die Bühne zu holen. Obwohl Tucker mit Blut überströmt war, spielte die Band weiter. In drei Lokalen in Melbourne wurden Mammoth Mammoth mit einem Hausverbot belegt.
Im Jahre 2012 unterschrieb die Band einen Vertrag beim österreichischen Plattenlabel Napalm Records, das im November des gleichen Jahres das zweite Studioalbum Vol. III – Hell’s Likely veröffentlichte. Das Album wurde vom Blood-Duster-Bassisten Jason Fuller produziert. Im November 2013 spielte die Band eine Europatournee im Vorprogramm der schwedischen Band The Quill, bevor am 27. Februar 2015 das dritte Studioalbum Volume IV – Hammered Again veröffentlicht wurde. Auch dieses Album wurde von Jason Fuller produziert. Für Mammoth Mammoth folgten zwei Europatourneen – zunächst mit The Midnight Ghost Train und im Februar 2016  mit My Sleeping Karma und Greenleaf. Gleichzeitig veröffentlichte die Band am 19. Februar 2016 die EP Mammoth Bloody Mammoth.
Am 28. April 2017 folgte das vierte Studioalbum Mount the Mountain. Das Album enthält als Bonustrack eine Coverversion von Can’t Get You Out of My Head von Kylie Minogue. Das fünfte Studioalbum Kreuzung folgte dann am 8. November 2019.

## Stil
Die Band bezeichnet ihren Stil selber als „Heavy Murder Fuzz“. Zu den Haupteinflüssen von Mammoth Mammoth zählen Motörhead, Turbonegro und Black Sabbath, aber auch AC/DC. Frank Wilkens vom Onlinemagazin Metalnews.de bezeichnete die Musik von Mammoth Mammoth als „rauhen, erdigen Stoner Rock mit einer Punk-Note und Heavy Metal“. Für Sammy Fröbel vom deutschen Magazin Visions klingen Mammoth Mammoth wie ein musikalisches Kind von Turbonegro und den Melvins.

## Diskografie
- 2008: Vol. I – Mammoth Mammoth (EP)
- 2009: Vol. II – Mammoth (Album)
- 2012: Vol. III – Hell’s Likely (Album)
- 2015: Volume IV – Hammered Again (Album)
- 2016: Mammoth Bloody Mammoth (EP)
- 2017: Mount the Mountain (Album)
- 2019: Kreuzung (Album)